# Henk Hofland

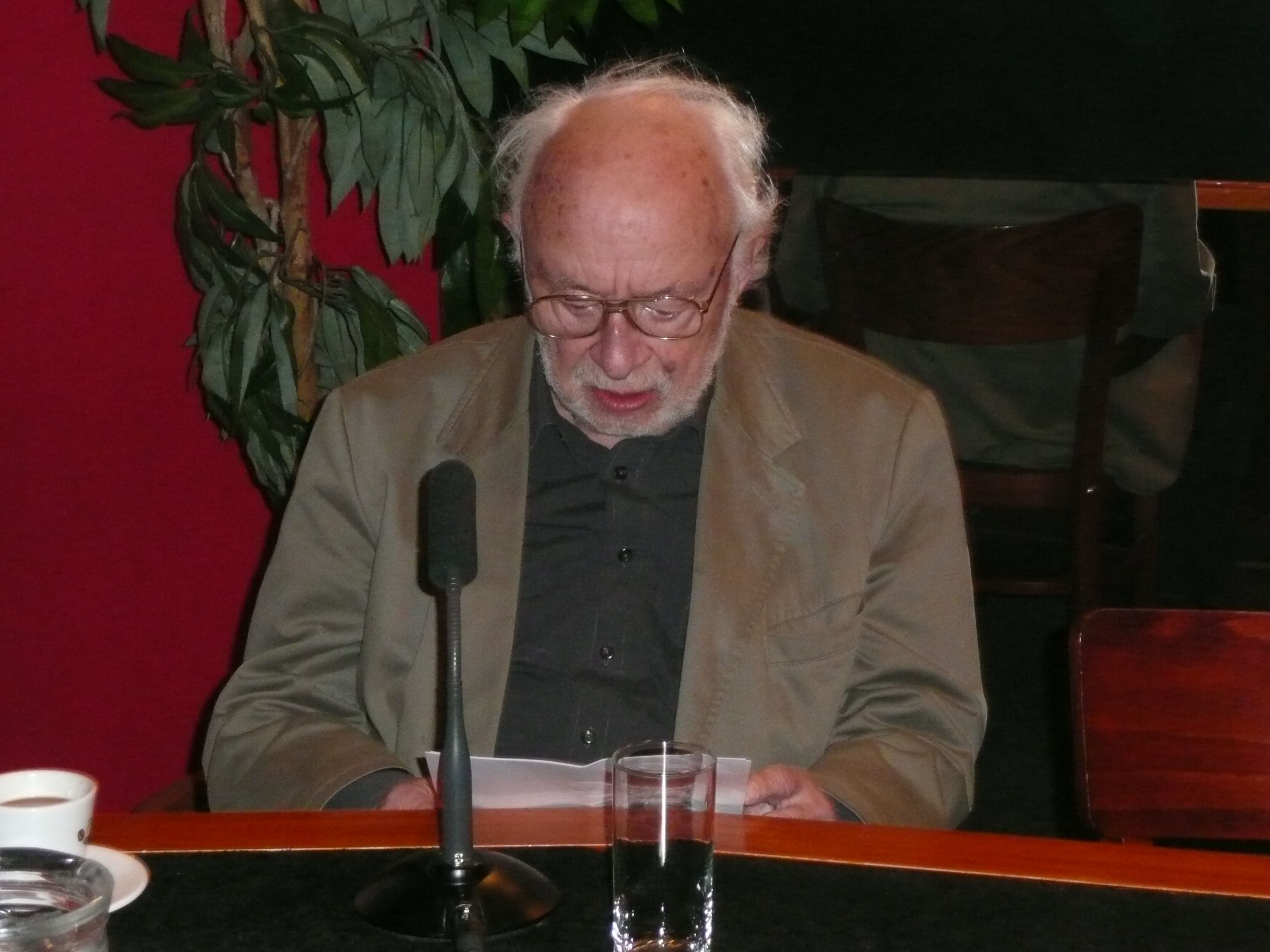
Henk Hofland (2009)

Hendrik „Henk“ Johannes Adrianus Hofland (* 20. Juli 1927 in Rotterdam; † 21. Juni 2016) war ein niederländischer Journalist und Buchautor. Er war von 1967 bis 1970 Chefredakteur der Tageszeitung Algemeen Handelsblad und nach deren Fusion mit der Nieuwe Rotterdamsche Courant zum NRC Handelsblad von 1970 bis 1972 einer von drei Chefredakteuren dieser Tageszeitung.

## Leben
Nachdem seine Eltern 1945 Hoflands Wunsch im Ausklang des Zweiten Weltkriegs gegen die Japaner zu kämpfen  verweigert hatten, leistete er nach dem Krieg seinen Militärdienst ab und ging dann nach Niederländisch-Ostindien. Während dieser Zeit vertonte er Propagandafilme für das niederländische Militär. Nach seiner Rückkehr studierte Hofland am Instituut Nijenrode und anschließend an der sozialpolitischen Fakultät der Universität Amsterdam. 1953 begann er eine Ausbildung zum Journalisten beim Amsterdamer Algemeen Handelsblad. Hofland wollte an sich wieder schnell an die Universität zurück, da ihm der Auslandschef seiner Zeitung jedoch eine feste Stelle anbot begrub er diesen Plan und schloss sein Studium nicht mehr ab.
Während des Ungarischen Volksaufstandes von 1956 berichtete Hofland aus Budapest, wo sein Auto beschossen wurde, nachdem er ein Stoppschild missachtet hatte. Es folgte eine steile Karriere beim Algemeen Handelsblad, nach den Stationen Ressortleiter Ausland und stellvertretender Chefredakteur wurde Hofland 1967 zum Chefredakteur ernannt. Er versuchte mit einer Reihe von Konzeptänderungen, darunter eine Meinungsseite unter Leitung von Hans van Mierlo, den Bedeutungsverlust der Zeitung zu stoppen. Dies gelang jedoch nicht, 1970 fusionierte das Algemeen Handelsblad mit der Nieuwe Rotterdamsche Courant zum NRC Handelsblad. Hofland, der nun Teil einer dreiköpfigen Chefredaktion war, fand in der folgenden Zeit nicht das Gefallen des Direktoriums, das ihn 1972 schließlich von seiner Funktion entband.
Da die Zeitung Het Parool ihn als Reporter nicht haben wollte (er wurde als zu alt befunden), verlegte er sich auf eine Vielzahl von neuen Tätigkeiten. Er blieb Fernsehkritiker bei seiner Zeitung, schrieb eine wöchentliche Kolumne für die Haagsche Post sowie von 1985 bis 89 Reiseberichte aus dem Ostblock und arbeitete für das Radio und Fernsehen. Seine während der Zeit des Aufstiegs zum Chefredakteur des Algemeen Handelsblad auf Eis gelegte Buchautorenschaft nahm Hofland verstärkt wieder auf, seit seiner Ablösung als Chefredakteur des NRC Handelsblad verfasste er etwa 30 Bücher als Haupt- oder Mitautor zur politischen und kulturellen Entwicklung der Niederlande.
Für diese Omnipräsenz wurde Hofland schließlich 1999 durch seine Kollegen auf besondere Weise geehrt: in einer von Studenten der School voor Journalistiek in Utrecht organisierten Umfrage bei Zeitungsredakteuren zum Journalisten des zwanzigsten Jahrhunderts erreichte er den ersten Platz.

## Ehrungen
- 1999: Journalist des Jahrhunderts
- 2001: Ehrendoktor der Universität Maastricht
- 2011: P.C. Hooft-prijs[3]

## Kurioses
Hofland, zeitlebens ein Verfechter liberaler Ideale, wurde Ende der 1960er Jahre von Haya van Someren-Downer (Abgeordnete in der Tweede Kamer für die VVD) und Harm van Riel (Vorsitzender der VVD) dazu überredet Mitglied ihrer Partei zu werden. Someren-Downer hoffte sogar, dass Hofland eines Tages Fraktionsvorsitzender werden könnte, doch Hofland wurde später ausgeschlossen – er hatte seine Mitgliedsbeiträge nicht bezahlt.

## Werke
- Geen tijd, Scheltema & Holkema, Amsterdam 1955
- Vakantie, Scheltema & Holkema, Amsterdam 1957
- Opmerkingen over de chaos, De Bezige Bij, Amsterdam 1964
- Waarom verdedigen wij ons?, Nijgh & van Ditmar, 's-Gravenhage 1964
- Tegels lichten, Contact, Amsterdam/Antwerpen 1972
- Prolegomena tot een nieuwe mens- en dierkunde, Contact, Amsterdam/Antwerpen 1974
- Betrekkelijke kleinigheden, Contact, Amsterdam/Antwerpen 1976
- Vastberaden maar soepel en met mate, Contact, Amsterdam/Antwerpen 1976
- Boven en onder de grond op Schiermonnikoog (als Samuel Montag), Thomas Rap, Baarn 1979
- Twee helden uit de jaren zeventig, Bert Bakker, Amsterdam 1979
- Uitzichtloze situaties, Bert Bakker, Amsterdam 1980
- De Stadsoorlog, Sijthoff, Amsterdam 1981
- Nacht over Alicante (als Samuel Montag), De Bezige Bij, Amsterdam 1982
- Een teken aan de wand, Bert Bakker, Amsterdam 1983
- De weg naar Jalta en terug, NRC Handelsblad, Rotterdam 1984
- Honderd mensen van Cor Jaring (Text zum Buch von Cor Jaring), Meulenhoff, Amsterdam 1984
- Orde bestaat niet (en is verderfelijk), De Bezige Bij, Amsterdam 1985
- Het kruiend wereldbeeld, De Bezige Bij, Amsterdam 1987
- Persvrijheid in Nederland, Coornhertstichting Gouda, 1988
- Over en weer (mit Jean-Paul Franssens), Contact, Amsterdam/Antwerpen 1989
- Over en weer: schrijversbrieven (mit Jean-Paul Franssens), Contact, Amsterdam/Antwerpen 1989
- Wij passeerden het vrijheidsbeeld, Bert Bakker, Amsterdam 1989
- De alibicentrale, De Bezige Bij, Amsterdam 1990
- De Jupiter, De Bezige Bij, Amsterdam 1991
- De wording van het Wilde Oosten, Bert Bakker, Amsterdam 1991
- Het diepste punt van Nederland, De Bezige Bij, Amsterdam 1993
- Man van zijn eeuw, De Bezige Bij, Amsterdam 1993
- De elite verongelukt, De Bezige Bij, Amsterdam 1995
- Amsterdam gefotografeerd 1944 - 1996 (Text zum Buch von Aart Klein), De Verbeelding, Amsterdam 1996
- Magisch Flevoland (mit Ger Dekkers), Waanders, Zwolle 1999
- Rederij Hofland, De Bezige Bij, Amsterdam 2000
- De tijden van Sem Presser (Text zum Buch von Sem Presser), Voetnoot, Amsterdam 2000
- De Hollandse metamorfose (mit Hans Samsom Hans Samsom, Laura Samsom Rous), De Verbeelding, Amsterdam 2002
- Op zoek naar de Pool, De Bezige Bij, Amsterdam 2002